# Takedanomiya Tsunehisaō
Takedanomiya Tsunehisaō (竹田宮恒久王 Trúc Điền Cung Hằng Cửu Vương), sinh ngày 22 tháng 9 năm 1882, mất ngày 23 tháng 4 năm 1919, là người sáng lập chi Takeda-no-miya, một chi nhánh gia đình Hoàng gia Nhật Bản, đồng thời là một thiếu tướng lục quân của Lục quân Đế quốc Nhật Bản.

## Tuổi trẻ
Thân vương Takedanomiya Tsunehisaō là con trai cả của thân vương Kitashirakawa Yoshihisa, vì vậy theo vai vế là anh trai của thân vương Kitashirakawa Naruhisa. Ngày 30 tháng 11 năm 1903, ông tốt nghiệp khóa 15 Trường Sĩ quan Lục quân.
Năm 1904, thân vương Takedanomiya Tsunehisaō được thăng hàm thiếu tướng lục quân Đế quốc Nhật Bản. Ông nằm trong biên chế lực lượng kỵ binh Cận vệ Hoàng gia Nhật Bản, tham gia chiến tranh Nga-Nhật và ông được tặng huân chương Cánh diều vàng hạng 5, vì sự dũng cảm trong chiến đấu. Năm 1910, ông tốt nghiệp khóa 22 Đại học Lục quân.
Sau khi trở về Nhật Bản, hoàng đế Minh Trị ủy quyền cho thân vương Takedanomiya Tsunehisaō lập một chi mới của hoàng tộc vào tháng 3 năm 1906, xem đây là cách để nâng vị thế cho công chúa thứ 6 Tsune-no-miya (Masako). Takedanomiya Tsunehisaō kết hôn với công nương Masako vào năm 1908, họ có một con trai và một con gái.
1. Hoàng tử Tsuneyoshi Takeda (竹田 宫 恒 徳 王, Takeda-no miya-Tsuneyoshi-o) (1909-1992)
2. Công chúa Takeda Ayako (礼 子女 王, Ayako Jo-o), (?.1911), kết hôn với Sano Tsunemitsu.

Thân vương Takedanomiya Tsunehisaō mất vì đại dịch cúm ở Tokyo năm 1919.

### Sách
- Fujitani, T (1998). Splendid Monarchy: Power and Pageantry in Modern Japan. Cox, Alvin D. University of California Press. ISBN 0520213718.
- Lebra, Sugiyama Takie (1995). Above the Clouds: Status Culture of the Modern Japanese Nobility'. University of California Press. ISBN 0520076028.